# ريكس لوسون
ريكس لوسون (بالإنجليزية: Rex Lawson)‏ هو موزع نيجيري، ولد في 4 مارس 1935 في كالابار في نيجيريا، وتوفي في 18 يناير 1971 بسبب حادث مرور.

## وصلات خارجية
- ريكس لوسون على موقع ميوزك برينز (الإنجليزية)
- ريكس لوسون على موقع ديسكوغز (الإنجليزية)